# ホルディ・アレッセ
- ジョルディ・アレッセ

ジョルディ・アレッセ（Jordi Arrese, 1964年8月29日 - ）は、スペイン・バルセロナ出身の元男子プロテニス選手。1992年のバルセロナ五輪で男子シングルスの銀メダルを獲得した選手である。自己最高ランキングはシングルス23位、ダブルス62位。ATPツアーでシングルス6勝、ダブルス4勝を挙げた。
彼はクレーコート（赤土）のスペシャリストとして活動し、キャリアを通じて全仏オープン以外のグランドスラム大会出場が少なく、全豪オープン・ウィンブルドン・全米オープンに出場したのは1990年から1992年までの3年間だけであった。
アレッセは10歳からテニスを始め、1982年に18歳でプロ選手となったが、14歳から17歳までは全くテニスをプレーしなかった時期があったという。1985年の全仏オープンで4大大会に初出場し、ハンス・ギルデマイスター（チリ）との3回戦まで進出する。1986年7月、フランス・ボルドー大会のダブルスでダビド・デ・ミゲル（同じスペインの選手）とペアを組み、ロナルド・アジェノール（ハイチ）＆マンスール・バーラミ（イラン）組を 7-5, 6-4 で破り、男子ツアー大会でダブルス初優勝を果たす。1989年8月、チェコスロバキア・プラハ大会でホルスト・スコッフ（オーストリア）と組み、3年ぶりのダブルス2勝目を獲得。1990年7月末から8月初頭にかけて、アレッセはシングルスで2週連続優勝を遂げた。1991年4月のモンテカルロ・マスターズで、アレッセは突然の現役復帰を表明した元世界1位のビョルン・ボルグと顔を合わせ、往年の名手に 6-2, 6-3 で勝ったことがある。この大会では次の2回戦でゴラン・イワニセビッチに敗れた。
彼のテニス経歴のハイライトは、故郷のバルセロナで開かれた1992年バルセロナ五輪の男子シングルス銀メダルであった。金メダルをかけた決勝戦で、アレッセはスイス代表のマルク・ロセと激突し、試合は 6-7, 4-6, 6-3, 6-4, 6-8 の長丁場になった。先にロセが第1・第2セットを取った後、アレッセは第3・第4セットを奪い返し、決勝は最終第5セットにもつれこむ。第5セットを 6-8 で失ったアレッセは、故郷の観客の前で準優勝に終わり、男子シングルスの銀メダリストになった。
オリンピック銀メダルの翌年、アレッセはギリシャ・アテネ大会の決勝でアルベルト・ベラサテギ（当時20歳）を 6-4, 3-6, 6-3 で破り、ここで最後のシングルス優勝（通算6勝目）を挙げた。彼はキャリア後半の時期、1993年3月以後はシングルス・ダブルスともクレーコート（赤土）のトーナメントのみに出場した。1993年から1995年にかけてはダブルスで6度の決勝進出を記録したが、1995年8月にサンマリノ大会でアンドリュー・クラッツマン（オーストラリア）と組んだ優勝のほかは、5度のダブルス準優勝に終わっている。
クレーコート・スペシャリストで通したジョルディ・アレッセは、1996年7月初頭のイタリア・ヴェネツィア大会を最後に32歳で現役を引退した。彼は2002年から2005年まで、4年間男子テニス団体戦・デビスカップスペイン代表監督を務め、2004年にチームを4年ぶり2度目のデ杯優勝に導いた。